# متحف للا الحضرية
متحف للا الحضرية هو متحف تاريخي إسلامي تونسي يقع في جربة.

يحتوي المتحف على مجموعة من القطع الفنية الإسلامية، يبلغ عددها حوالي 1000 قطعة، تبين مختلف مراحل الفن والتاريخ الإسلامي في تونس وحوض البحر الأبيض المتوسط، وتتوزع بين الحلي والملابس والمخطوطات والأطباق، وكذلك قطع تزيين مسجدية وكتب قرآن وآثار برونزية.

## صور

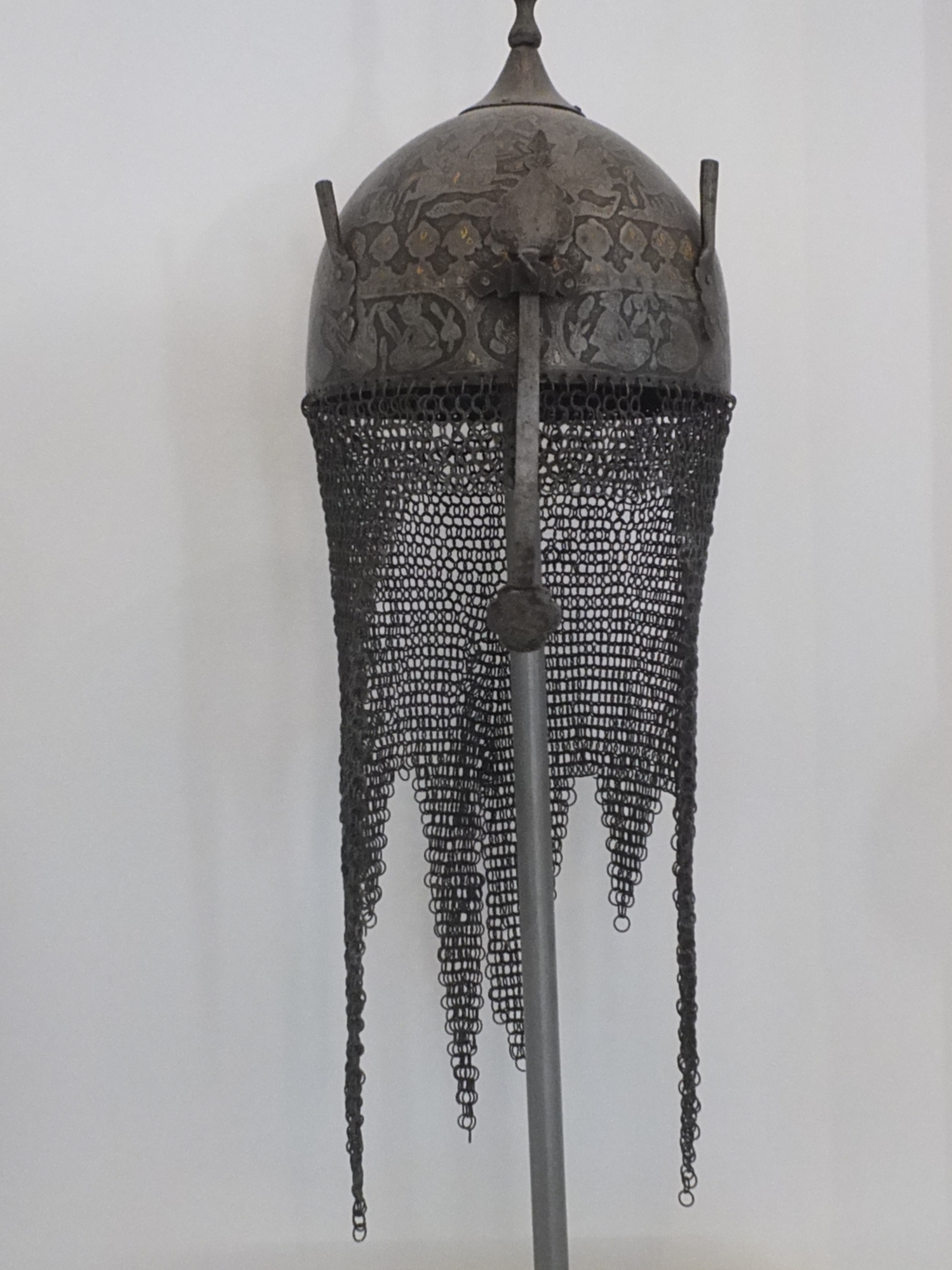
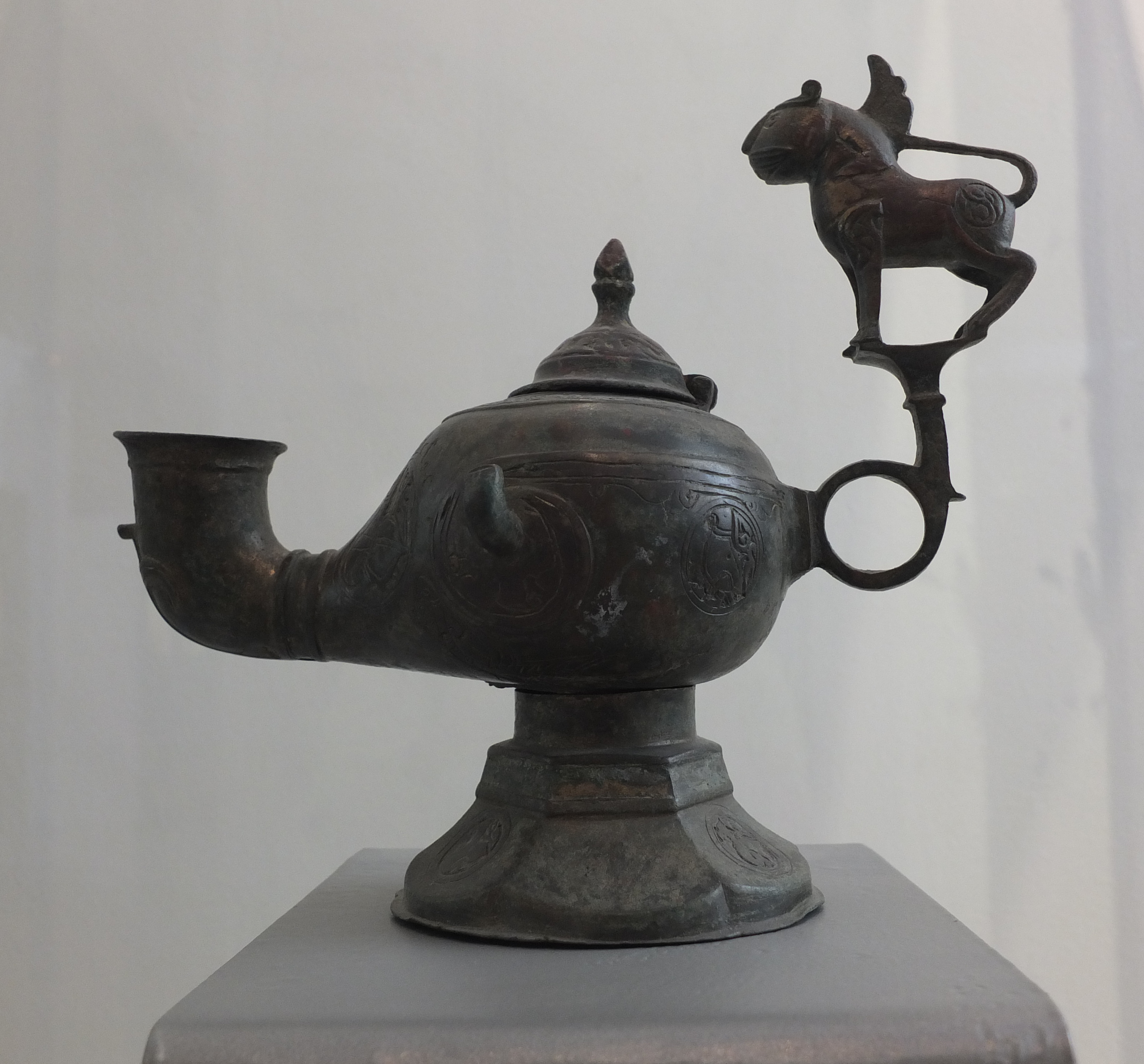
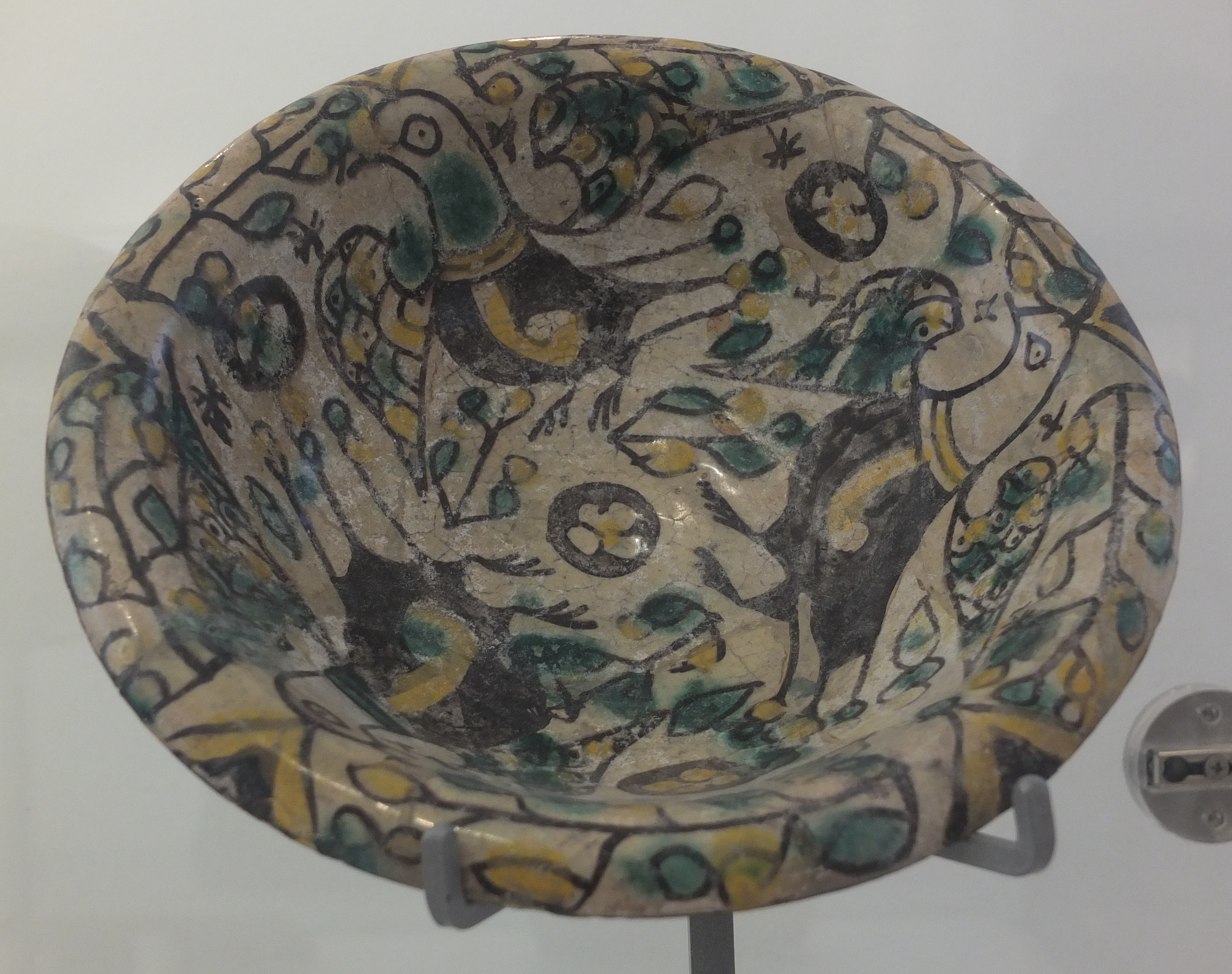
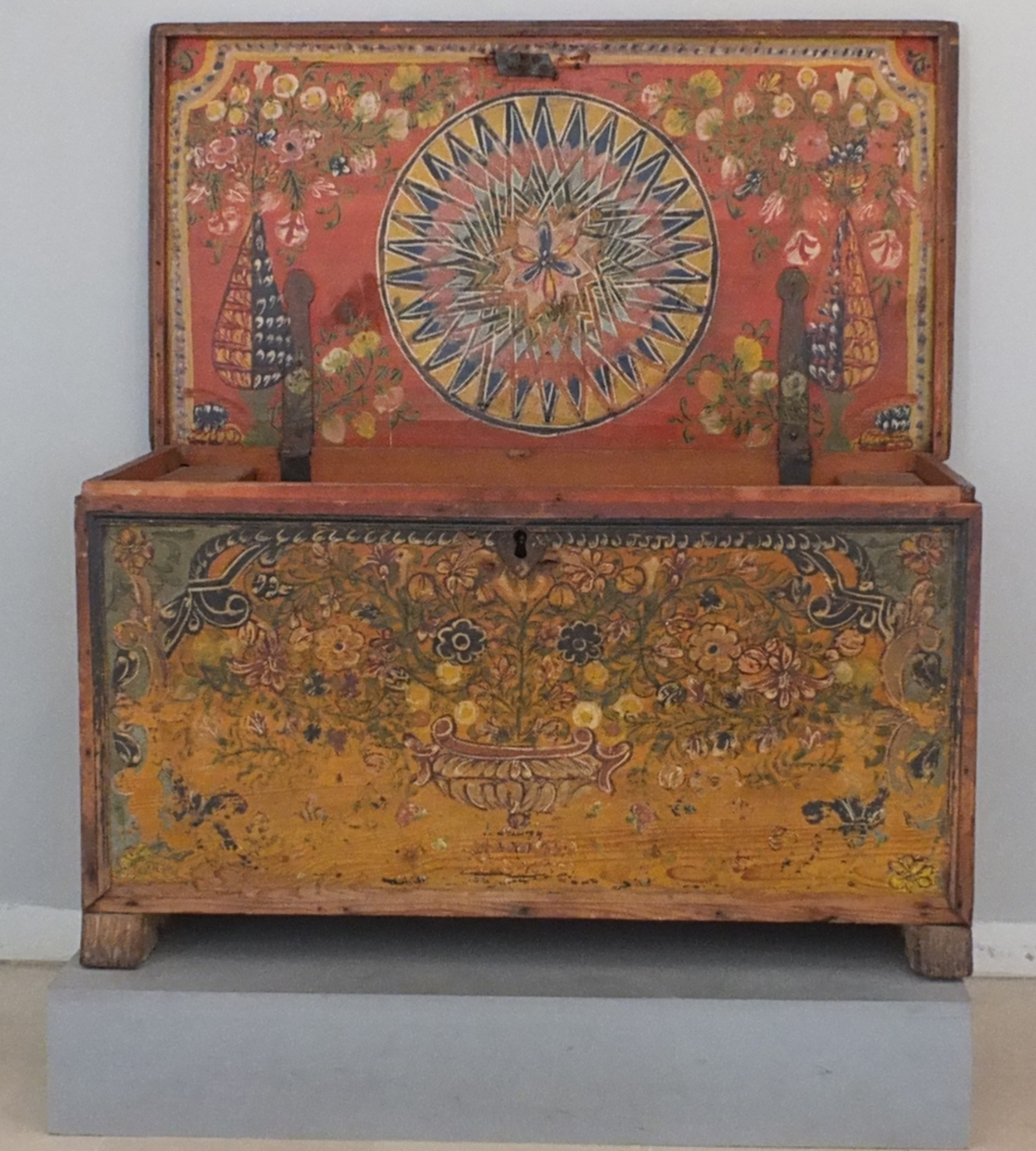
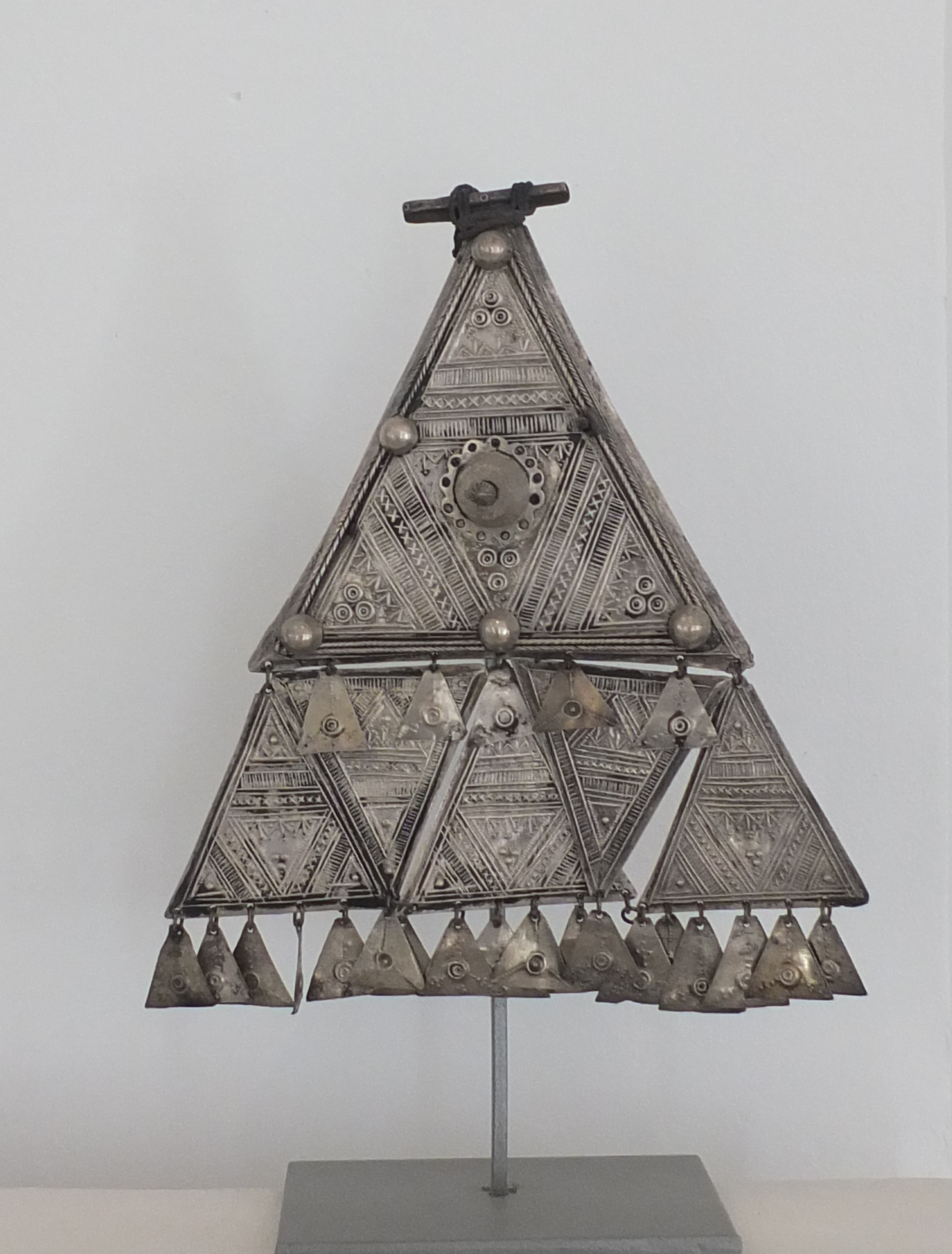
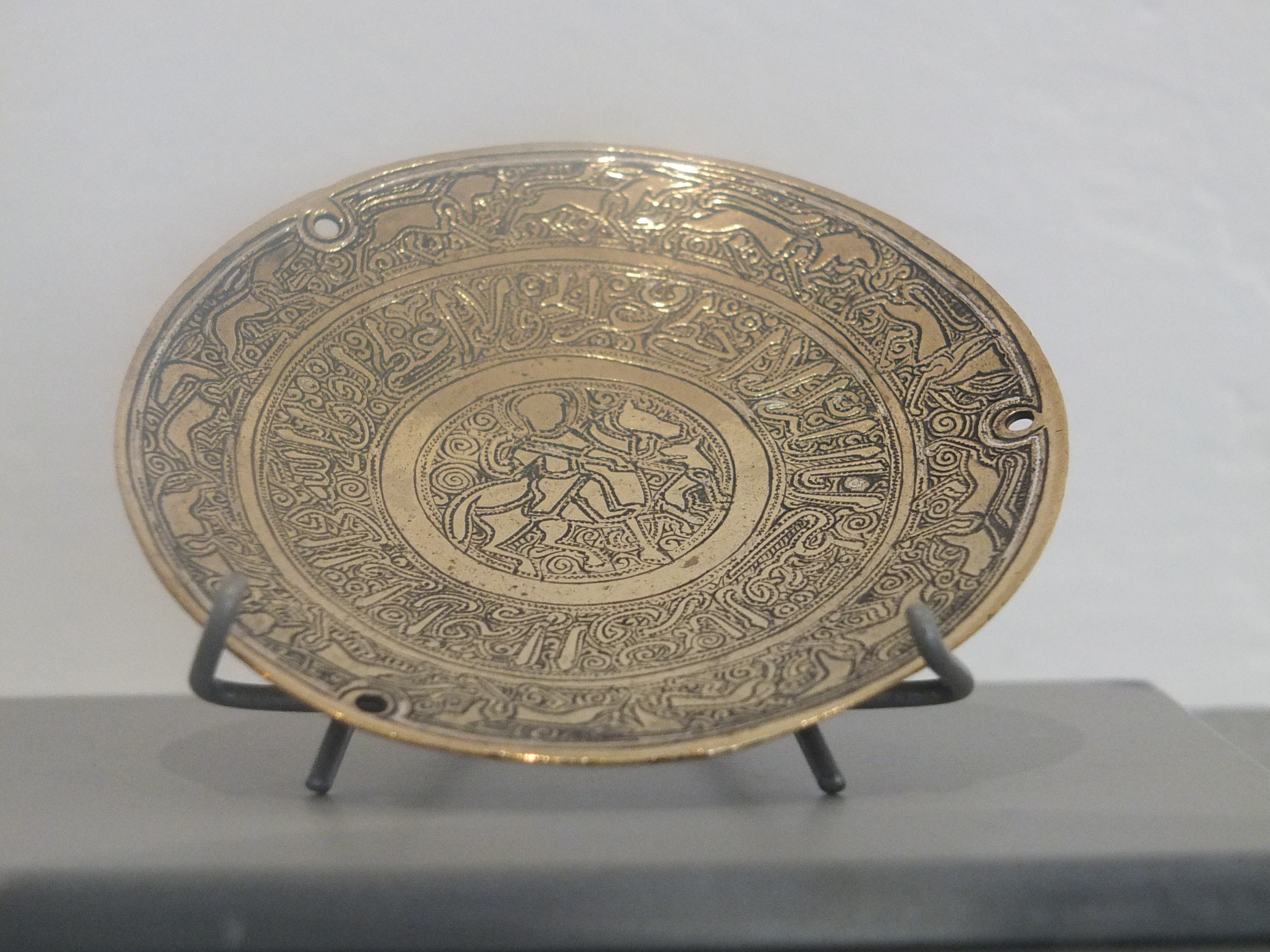

## مقالات ذات صلة
- متحف التراث التقليدي بجربة
- متحف قلالة